# باب بدر
باب بدر وكان يسمى باب الخاصة أول أمره وذلك لدخول الخاصة من الناس منه إلى دار الخلافة ومنهم الأمير بدر، إلى جانبه من الخارج تقع دار وسويقة بدر، حتى عرف بباب البدرية كذلك، وهو على مسافة قريبة من باب الغربة و باب سوق التمر. وقد قام الخليفة الطائع بتجديده. وقام الخليفة المستظهر بالله بإنشاء منظرة تشرف على ساحة قصور الخلفاء وعلى سوق الرياحين الواقع خارج السور قريباً منه.